# Hannoverscher Sportverein von 1896 2022-2023
Questa voce raccoglie le informazioni riguardanti l'Hannoverscher Sportverein von 1896 nelle competizioni ufficiali della stagione 2022-2023.

## Stagione
Nella stagione 2022-2023 l'Hannover, allenato da Stefan Leitl, concluse il campionato di 2. Bundesliga al 10º posto. In Coppa di Germania l'Hannover fu eliminato al secondo turno dal Borussia Dortmund.

## Rosa
| N. |                     | Ruolo | Calciatore        |
| -- | ------------------- | ----- | ----------------- |
| 1  | Germania (bandiera) | P     | Ron-Robert Zieler |
| 3  | Germania (bandiera) | D     | Ekin Çelebi       |
| 4  | Germania (bandiera) | D     | Bright Arrey-Mbi  |
| 5  | Germania (bandiera) | D     | Phil Neumann      |
| 6  | Germania (bandiera) | C     | Fabian Kunze      |
| 7  | Germania (bandiera) | C     | Max Besuschkow    |
| 8  | Germania (bandiera) | C     | Enzo Leopold      |
| 9  | Germania (bandiera) | A     | Hendrik Weydandt  |
| 10 | Germania (bandiera) | C     | Sebastian Ernst   |
| 11 | Austria (bandiera)  | C     | Louis Schaub      |
| 14 | Germania (bandiera) | A     | Maximilian Beier  |
| 16 | Norvegia (bandiera) | A     | Håvard Nielsen    |
| 18 | Germania (bandiera) | D     | Derrick Köhn      |
| 19 | Germania (bandiera) | C     | Eric Uhlmann      |
| 20 | Germania (bandiera) | D     | Jannik Dehm       |

| N. |                     | Ruolo | Calciatore             |
| -- | ------------------- | ----- | ---------------------- |
| 21 | Giappone (bandiera) | D     | Sei Muroya             |
| 22 | Germania (bandiera) | A     | Sebastian Stolze       |
| 23 | Italia (bandiera)   | A     | Nicolo Tresoldi        |
| 24 | Cipro (bandiera)    | C     | António Fóti           |
| 27 | Germania (bandiera) | C     | Tim Walbrecht          |
| 29 | Camerun (bandiera)  | C     | Gaël Ondoua            |
| 30 | Germania (bandiera) | P     | Leo Weinkauf           |
| 31 | Germania (bandiera) | D     | Julian Börner          |
| 32 | Slovenia (bandiera) | D     | Luka Krajnc            |
| 33 | Germania (bandiera) | P     | Toni Stahl             |
| 34 | Germania (bandiera) | D     | Yannik Lührs           |
| 36 | Germania (bandiera) | A     | Cedric Teuchert        |
| 37 | Germania (bandiera) | C     | Sebastian Kerk         |
| 38 | Germania (bandiera) | A     | Thaddäus-Monju Momuluh |

## Maglie e sponsor
| Casa | Trasferta | Terza maglia |

## Organigramma societario
Area tecnica
- Allenatore: Stefan Leitl
- Allenatore in seconda: Lars Barlemann, Andre Mijatović
- Preparatore dei portieri: Michael Ratajczak
- Preparatori atletici: Markus Böker, Felix Sunkel

## Calciomercato

### Sessione estiva
| Acquisti | Acquisti         | Acquisti              | Acquisti                |
| R.       | Nome             | da                    | Modalità                |
| -------- | ---------------- | --------------------- | ----------------------- |
| D        | Derrick Köhn     | Willem II             | definitivo (500 mila €) |
| C        | Louis Schaub     | Colonia               | gratuito                |
| C        | Max Besuschkow   | Jahn Ratisbona        | gratuito                |
| A        | Håvard Nielsen   | Greuther Fürth        | gratuito                |
| C        | Fabian Kunze     | Arminia Bielefeld     | gratuito                |
| D        | Phil Neumann     | Holstein Kiel         | gratuito                |
| D        | Enzo Leopold     | Friburgo II           | gratuito                |
| C        | Ekin Çelebi      | Stoccarda II          | gratuito                |
| P        | Toni Stahl       | Energie Cottbus       | gratuito                |
| D        | Bright Arrey-Mbi | Bayern Monaco         | prestito                |
| C        | Antonio Foti     | Eintracht Francoforte | prestito                |

| Cessioni | Cessioni          | Cessioni         | Cessioni                |
| R.       | Nome              | da               | Modalità                |
| -------- | ----------------- | ---------------- | ----------------------- |
| A        | Lukas Hinterseer  | Hansa Rostock    | definitivo (200 mila €) |
| A        | Linton Maina      | Colonia          | gratuito                |
| D        | Marcel Franke     | Karlsruhe        | gratuito                |
| D        | Niklas Hult       | Elfsborg         | gratuito                |
| A        | Philipp Ochs      | Sandhausen       | gratuito                |
| P        | Martin Hansen     | Odense           | gratuito                |
| C        | Mike Frantz       | Saarbrücken      | gratuito                |
| A        | Lawrence Ennali   | Rot-Weiss Essen  | gratuito                |
| A        | Simon Stehle      | Viktoria Colonia | gratuito                |
| C        | Dominik Kaiser    |                  | svincolato              |
| P        | Marlon Sündermann |                  | svincolato              |
| A        | Marc Lamti        |                  | svincolato              |
| C        | Marc Diemers      | Feyenoord        | fine prestito           |

### Sessione invernale
| Acquisti | Acquisti | Acquisti | Acquisti |
| R.       | Nome     | da       | Modalità |
| -------- | -------- | -------- | -------- |

| Cessioni | Cessioni | Cessioni | Cessioni |
| R.       | Nome     | da       | Modalità |
| -------- | -------- | -------- | -------- |

## Risultati

### 2. Bundesliga

#### Girone di andata
| Arbitro: | Waschitzki-Günther |

|                          |           |             |
| Wunderlich 11’ Kraus 90’ | Marcatori | 80’ Nielsen |

| Arbitro: | Zwayer |

|                          |           |                         |
| Kerk 33’ (rig.) Köhn 71’ | Marcatori | 4’ Eggestein 90’ Irvine |

| Arbitro: | Braun |

|                                                             |           |                          |
| Krajnc 28’ (aut.) Pieringer 52’ Schallenberg 60’ Platte 89’ | Marcatori | 12’ Nielsen 37’ Teuchert |

| Arbitro: | Petersen |

|          |           |  |
| Fóti 83’ | Marcatori |  |

| Arbitro: | Kampka |

|  |           |                                              |
|  | Marcatori | 14’ Beier 44’ Krajnc 56’ Muroya 90’ Teuchert |

| Arbitro: | Willenborg |

|                       |           |            |
| Beier 52’ Nielsen 86’ | Marcatori | 81’ Pululu |

| Arbitro: | Gerach |

|  |           |                  |
|  | Marcatori | 41’ (rig.) Beier |

| Arbitro: | Ittrich |

|             |           |          |
| Nielsen 77’ | Marcatori | 69’ Ujah |

| Arbitro: | Haslberger |

|                                |           |                                     |
| Kinsombi 56’ (rig.) Ajdini 73’ | Marcatori | 14’ Teuchert 65’ Nielsen 71’ Muroya |

| Arbitro: | Brych |

|           |           |                                     |
| Muroya 4’ | Marcatori | 15’ (aut.) Börner 90’ Königsdörffer |

| Arbitro: | Dingert |

|                              |           |              |
| Thomalla 32’ Kleindienst 61’ | Marcatori | 90’ Teuchert |

| Arbitro: | Jöllenbeck |

|                         |           |  |
| Teuchert 4’ Nielsen 86’ | Marcatori |  |

| Norimberga 22 ottobre 2022, ore 13:00 CEST 13ª giornata | Norimberga | 0 – 0 referto | Hannover 96 | Max-Morlock-Stadion (28 422 spett.)\| Arbitro: \| Zwayer \| |
| Arbitro:                                                | Zwayer     |               |             |                                                             |

| Arbitro: | Waschitzki-Günther |

|              |           |  |
| Weydandt 56’ | Marcatori |  |

| Arbitro: | Cortus |

|            |           |  |
| Mehlem 62’ | Marcatori |  |

| Arbitro: | Exner |

|                          |           |  |
| Nielsen 34’ Teuchert 43’ | Marcatori |  |

| Arbitro: | Aarnink |

|            |           |              |
| Bartels 9’ | Marcatori | 16’ Teuchert |

#### Girone di ritorno
| Arbitro: | Stegemann |

|          |           |                                  |
| Köhn 17’ | Marcatori | 49’ Niehues 66’ Boyd 90’ Hercher |

| Arbitro: | Gerach |

|                           |           |  |
| Daschner 17’ Metcalfe 27’ | Marcatori |  |

| Arbitro: | Cortus |

|                           |           |                                                |
| Teuchert 2’, 4’ Beier 83’ | Marcatori | 6’, 55’ Leipertz 26’ (rig.) Muslija 71’ Conteh |

| Arbitro: | Burda |

|           |           |              |
| Singh 16’ | Marcatori | 88’ Teuchert |

| Arbitro: | Thomsen |

|            |           |                         |
| Schaub 69’ | Marcatori | 48’ Atik 61’ Castaignos |

| Arbitro: | Heft |

|                   |           |              |
| Hrgota 57’ (rig.) | Marcatori | 54’ Weydandt |

| Arbitro: | Siebert |

|                |           |             |
| Besuschkow 61’ | Marcatori | 44’ Dressel |

| Arbitro: | Ittrich |

|              |           |  |
| Nikolaou 90’ | Marcatori |  |

| Arbitro: | Brych |

|                               |           |              |
| Beier 45’ Köhn 61’ Schaub 88’ | Marcatori | 14’ Kinsombi |

| Arbitro: | Badstübner |

|                                                                         |           |          |
| Kittel 34’ Bénes 41’, 61’ (rig.) Glatzel 65’ Königsdörffer 76’ Reis 87’ | Marcatori | 52’ Köhn |

| Arbitro: | Exner |

|  |           |                                        |
|  | Marcatori | 31’ Beste 35’ Kleindienst 45’ Thomalla |

| Arbitro: | Kampka |

|          |           |                                     |
| Klos 22’ | Marcatori | 14’, 42’ (rig.) Teuchert 55’ Schaub |

| Arbitro: | Hempel |

|                               |           |  |
| Börner 43’ Köhn 49’ Beier 70’ | Marcatori |  |

| Arbitro: | Alt |

|                             |           |            |
| Kaufmann 4’ Schleusener 12’ | Marcatori | 42’ Schaub |

| Arbitro: | Stegemann |

|                          |           |           |
| Nielsen 10’ Teuchert 31’ | Marcatori | 43’ Tietz |

| Arbitro: | Bacher |

|                            |           |                                   |
| Klaus 30’, 52’ Ginczek 77’ | Marcatori | 12’ Teuchert 21’ Schaub 89’ Beier |

| Arbitro: | Thomsen |

|             |           |                                                   |
| Neumann 72’ | Marcatori | 21’ Reese 23’ Becker 45’ Pichler 59’, 62’ Bartels |

### Coppa di Germania
| Arbitro: | Exner |

|  |           |                                              |
|  | Marcatori | 36’ (aut.) Ahlbach 42’ Beier 50’ (aut.) Haas |

| Arbitro: | Jablonski |

|  |           |                                            |
|  | Marcatori | 11’ (aut.) Arrey-Mbi 71’ (rig.) Bellingham |

## Statistiche

### Statistiche di squadra
| Competizione      | Punti | In casa | In casa | In casa | In casa | In casa | In casa | In trasferta | In trasferta | In trasferta | In trasferta | In trasferta | In trasferta | Totale | Totale | Totale | Totale | Totale | Totale | DR |
| Competizione      | Punti | G       | V       | N       | P       | Gf      | Gs      | G            | V            | N            | P            | Gf           | Gs           | G      | V      | N      | P      | Gf     | Gs     | DR |
| ----------------- | ----- | ------- | ------- | ------- | ------- | ------- | ------- | ------------ | ------------ | ------------ | ------------ | ------------ | ------------ | ------ | ------ | ------ | ------ | ------ | ------ | -- |
| 2. Bundesliga     | 44    | 17      | 8       | 3       | 6       | 27      | 26      | 17           | 4            | 5            | 8            | 23           | 29           | 34     | 12     | 8      | 14     | 50     | 55     | -5 |
| Coppa di Germania | -     | 1       | 0       | 0       | 1       | 0       | 2       | 1            | 1            | 0            | 0            | 3            | 0            | 2      | 1      | 0      | 1      | 3      | 2      | +1 |
| Totale            | 44    | 18      | 8       | 3       | 7       | 27      | 28      | 18           | 5            | 5            | 8            | 26           | 29           | 36     | 13     | 8      | 15     | 53     | 57     | -4 |

### Andamento in campionato
| Giornata  | 1  | 2  | 3  | 4  | 5 | 6 | 7 | 8 | 9 | 10 | 11 | 12 | 13 | 14 | 15 | 16 | 17 | 18 | 19 | 20 | 21 | 22 | 23 | 24 | 25 | 26 | 27 | 28 | 29 | 30 | 31 | 32 | 33 | 34 |
| --------- | -- | -- | -- | -- | - | - | - | - | - | -- | -- | -- | -- | -- | -- | -- | -- | -- | -- | -- | -- | -- | -- | -- | -- | -- | -- | -- | -- | -- | -- | -- | -- | -- |
| Luogo     | T  | C  | T  | C  | T | C | T | C | T | C  | T  | C  | T  | C  | T  | C  | T  | C  | T  | C  | T  | C  | T  | C  | T  | C  | T  | C  | T  | C  | T  | C  | T  | C  |
| Risultato | P  | N  | P  | V  | V | V | V | N | V | P  | P  | V  | N  | V  | P  | V  | N  | P  | P  | P  | N  | P  | N  | N  | P  | V  | P  | P  | V  | V  | P  | V  | N  | P  |
| Posizione | 12 | 14 | 15 | 12 | 9 | 9 | 5 | 6 | 4 | 6  | 7  | 5  | 5  | 5  | 6  | 4  | 5  | 7  | 7  | 7  | 9  | 9  | 10 | 10 | 10 | 9  | 10 | 11 | 10 | 8  | 9  | 8  | 9  | 10 |

Legenda:

Luogo: C = Casa; T = Trasferta. Risultato: V = Vittoria; N = Pareggio; P = Sconfitta.

### Statistiche dei giocatori
| Giocatore     | 2. Bundesliga | 2. Bundesliga | 2. Bundesliga | 2. Bundesliga | Coppa di Germania | Coppa di Germania | Coppa di Germania | Coppa di Germania | Totale   | Totale | Totale      | Totale     |
| Giocatore     | Presenze      | Reti          | Ammonizioni   | Espulsioni    | Presenze          | Reti              | Ammonizioni       | Espulsioni        | Presenze | Reti   | Ammonizioni | Espulsioni |
| ------------- | ------------- | ------------- | ------------- | ------------- | ----------------- | ----------------- | ----------------- | ----------------- | -------- | ------ | ----------- | ---------- |
| B. Arrey-Mbi  | 15            | 0             | 1             | 0             | 1                 | 0                 | 0                 | 0                 | 16       | 0      | 1           | 0          |
| M. Beier      | 33            | 7             | 1             | 0             | 2                 | 1                 | 0                 | 0                 | 35       | 8      | 1           | 0          |
| M. Besuschkow | 31            | 1             | 2             | 0             | 2                 | 0                 | 1                 | 0                 | 33       | 1      | 3           | 0          |
| J. Börner     | 26            | 1             | 6             | 0             | 1                 | 0                 | 0                 | 0                 | 27       | 1      | 6           | 0          |
| J. Dehm       | 19            | 0             | 1             | 0             | 1                 | 0                 | 0                 | 0                 | 20       | 0      | 1           | 0          |
| S. Ernst      | 19            | 0             | 3             | 0             | 0                 | 0                 | 0                 | 0                 | 19       | 0      | 3           | 0          |
| A. Fóti       | 11            | 1             | 1             | 0             | 1                 | 0                 | 0                 | 0                 | 12       | 1      | 1           | 0          |
| S. Kerk       | 15            | 1             | 1             | 0             | 2                 | 0                 | 0                 | 0                 | 17       | 1      | 1           | 0          |
| L. Krajnc     | 20            | 1             | 5             | 0             | 1                 | 0                 | 0                 | 0                 | 21       | 1      | 5           | 0          |
| F. Kunze      | 30            | 0             | 12            | 1             | 2                 | 0                 | 1                 | 0                 | 32       | 0      | 13          | 1          |
| D. Köhn       | 33            | 5             | 7             | 0             | 2                 | 0                 | 0                 | 0                 | 35       | 5      | 7           | 0          |
| E. Leopold    | 21            | 0             | 4             | 0             | 2                 | 0                 | 0                 | 0                 | 23       | 0      | 4           | 0          |
| Y. Lührs      | 4             | 0             | 0             | 1             | 0                 | 0                 | 0                 | 0                 | 4        | 0      | 0           | 1          |
| T. Momuluh    | 5             | 0             | 2             | 0             | 0                 | 0                 | 0                 | 0                 | 5        | 0      | 2           | 0          |
| S. Muroya     | 31            | 3             | 5             | 0             | 2                 | 0                 | 0                 | 0                 | 33       | 3      | 5           | 0          |
| P. Neumann    | 29            | 1             | 5             | 2             | 2                 | 0                 | 0                 | 0                 | 31       | 1      | 5           | 2          |
| H. Nielsen    | 33            | 8             | 6             | 0             | 2                 | 0                 | 0                 | 0                 | 35       | 8      | 6           | 0          |
| G. Ondoua     | 2             | 0             | 1             | 0             | 0                 | 0                 | 0                 | 0                 | 2        | 0      | 1           | 0          |
| L. Schaub     | 25            | 5             | 1             | 0             | 1                 | 0                 | 0                 | 0                 | 26       | 5      | 1           | 0          |
| T. Stahl      | 0             | 0             | 0             | 0             | 0                 | 0                 | 0                 | 0                 | 0        | 0      | 0           | 0          |
| S. Stolze     | 6             | 0             | 0             | 0             | 2                 | 0                 | 0                 | 0                 | 8        | 0      | 0           | 0          |
| C. Teuchert   | 29            | 14            | 4             | 0             | 1                 | 0                 | 0                 | 0                 | 30       | 14     | 4           | 0          |
| N. Tresoldi   | 13            | 0             | 0             | 0             | 1                 | 0                 | 0                 | 0                 | 14       | 0      | 0           | 0          |
| E. Uhlmann    | 0             | 0             | 0             | 0             | 0                 | 0                 | 0                 | 0                 | 0        | 0      | 0           | 0          |
| T. Walbrecht  | 0             | 0             | 0             | 0             | 0                 | 0                 | 0                 | 0                 | 0        | 0      | 0           | 0          |
| L. Weinkauf   | 0             | 0             | 1             | 0             | 2                 | 0                 | 0                 | 0                 | 2        | 0      | 1           | 0          |
| H. Weydandt   | 23            | 2             | 1             | 0             | 1                 | 0                 | 0                 | 0                 | 24       | 2      | 1           | 0          |
| R. Zieler     | 34            | 0             | 3             | 0             | 0                 | 0                 | 0                 | 0                 | 34       | 0      | 3           | 0          |
| E. Çelebi     | 1             | 0             | 0             | 0             | 0                 | 0                 | 0                 | 0                 | 1        | 0      | 0           | 0          |